# Joseph Joshua Weiss
Joseph Joshua Weiss (auch J J Weiss; * 30. August 1905 in Wien, Österreich-Ungarn; † 9. April 1972 in Newcastle upon Tyne) war ein österreichisch-britischer Chemiker. Er gilt als Pionier der Radiochemie und Photochemie. Joseph Weiss entdeckte zusammen mit seinem Lehrer Fritz Haber die Haber-Weiss-Reaktion.

## Leben und Tätigkeit
Weiss war ein Sohn von Sandor Simon Weiss und seiner Frau Ernestine, geb. Steinhardt. Er wuchs in Wien auf und besuchte die Bundes-Realschule, die er im Juli 1923 mit der Reifeprüfung verließ.
Von 1923 bis 1928 studierte Weiss an der Technischen Hochschule in Wien Technische Chemie. Nach der Abschlussprüfung im Juli 1928 er mit einer von Emil Abel am Institut für Physikalische Chemie der Technischen Hochschule betreuten Arbeit über Oxidation zum Dr. techn.
Von 1928 bis 1930 leitete Weiss die chemische Abteilung des Textilinstituts in Sorau in der Niederlausitz. Anschließend wechselte er an das Kaiser Wilhelm-Institut für physikalische Chemie und Elektrochemie in Berlin als Assistent von Fritz Haber.
Kurz nach dem Machtantritt der Nationalsozialisten im Frühjahr 1933 wurde Weiss aufgrund seiner jüdischen Herkunft auf Grundlage des Berufsbeamtengesetzes aus dem Staatsdienst entlassen.
Im Herbst 1933 siedelte Weiss zusammen mit Haber nach Großbritannien über. Zunächst war er ein Jahr lang als Forscher an der Cambridge University, anschließend von 1934 bis 1937 am University College London tätig. 1937 wurde er dort mit einer von Frederick George Donnan beaufsichtigten Arbeit noch einmal – nach britischem Verfahren – promoviert, so dass er fortan den Grad eines Doctor of Science führte.
1937 wurde Weiss als Demonstrator in die chemische Abteilung des King’s College der Durham University aufgenommen. 1939 wurde er Assistant Lecturer an der Newcastle University. Dort wurde er nacheinander zum Lecturer (1944), Reader (1948) und Professor für Radiochemie (1956) ernannt.
Nach dem Ausbruch des Zweiten Weltkriegs wurde Weiss von 1939 bis 1940, da er noch immer deutscher Staatsbürger war, als „feindlicher Ausländer“ in einem Internierungslager festgehalten.
In den nationalsozialistischen Polizeiorganen wurde Weiss nach seiner Emigration als Staatsfeind eingestuft: Im Frühjahr 1940 setzte das Reichssicherheitshauptamt in Berlin ihn auf die Sonderfahndungsliste G.B., ein Verzeichnis von Personen, die im Falle einer erfolgreichen deutschen Invasion Großbritanniens durch die Sonderkommandos der SS-Einsatzgruppen mit besonderer Priorität ausfindig gemacht und verhaftet werden sollten.
1970 wurde Weiss emeritiert. Im selben Jahr wurde er Gastprofessor am Max-Planck-Institut für Kohlenforschung in Mülheim an der Ruhr. Während dieser, auf drei Jahre angelegten Tätigkeit übernahm er die Leitung einer Arbeitsgruppe in der Abteilung Strahlenchemie. Der Vertrag wurde vorzeitig beendet, so dass er kurz vor seinem Tod noch einige Monate am Holt Radium Institute in Manchester arbeiten konnte.
Weiss’ Forschungsschwerpunkte waren die Radiobiologie, die Photochemie und Strahlenchemie, außerdem die Auseinandersetzung mit dem Mechanismus chemischer Reaktionen in Lösungen. Ein von ihm intensiv erforschtes Thema waren Strahlenschäden an der DNA. Er veröffentlichte zahlreiche Artikel in Zeitschriften wie Naturwissenschaften, Proceedings of the Royal Society, Transactions of the Faraday Society, Zeitschrift für physikalische Chemie, Journal of the Chemical Society und Advances in Catalysis.

## Ehrungen
1968 erhielt er die Ehrendoktorwürde der TU Berlin und 1970 die Marie-Curie-Medaille des neu gegründeten Institut Curie. Nach seinem Tod stiftete die Vereinigung der Radiochemiker ihm zu Ehren die Weiss Medaille.

## Familie
1942 heiratete Weiss Frances Sonia Lawson, mit der er zwei Söhne und eine Tochter hatte.

## Schriften
- Kinetik der Oxydation durch Salpetersäure.Oxydation von arseniger Säure., 1929. (Dissertation)